# Caliopio
Caliopio (Griego antiguo: Καλλιόπιος) fue un político y oficial del Imperio Romano de Oriente bajo el emperador Anastasio I en el siglo V.
Estaba emparentado con el prefecto pretoriano de Oriente Hierio, quien lo nombró hacia el 494 conde de Oriente . Ya con este cargo, cuando se encontraba en su cuartel general en Antioquía, fue atacado por la Facción Verde del hipódromo y abandonó la ciudad, dejando el cargo y siendo reemplazado por Constantino de Tarso. Probablemente se le pueda identificar con el pretor con el mismo nombre que vivió en la misma época.